# シネマ・ノーヴォ
シネマ・ノーヴォ（ポルトガル語Cinema Novo、「新しい映画」の意）は、ブラジルの映画運動であり、イタリアのネオレアリズモとフランスのヌーヴェルヴァーグの影響下にあって、国際的な評価を得たものである。
ポルトガルにおける同時代のニュー・ウェイヴ運動も同語を使用する場合があるが、そちらは「ノヴォ・シネマ Novo Cinema」を参照のこと。

## 略歴・概要
戦後1940年代後半からのイタリアのネオレアリズモは、現代風で実験的な新しいタイプの映画を起こし、この地球上の各地で、若い世代による映画製作を活気づけた。1950年代後半から1960年代にかけてのフランスの「ヌーヴェルヴァーグ」がそのあとを追いかけ、そしてブラジルでは「シネマ・ノーヴォ」となって実現した。
1952年、「ブラジル映画サンパウロ会議」と「ブラジル映画国民会議」が開かれた。この両会議で、国民的映画の製作のための新理想について議論された。作品の新しいテーマは、すでに近づき始め、1950年代の10年間に提出される映画の「新段階」のために、より前進して終了した。
1954年、サンパウロのメジャー映画会社、ヴェラクルス撮影所（Vera Cruz、1949年 - 1954年）が破産する。シリアスで壮大な映画をつくる会社だったが、大衆に訴える力もなく果てたのである。これに失望した若者のグループが、もっとリアルで、より充実した内容をもち、しかもより低コストで映画を製作するよう奮闘し、問題を解決した。それが「シネマ・ノーヴォ」の誕生であった。
リオデジャネイロとバイーア州の若いシネアストたちは、新しい理想を念入りにつくることに決めた。その理想は、ヴェラクルース撮影所が製作するバジェットの大きい映画にまったく反対であり、ドタバタ喜劇に反映された文化的疎外に反対するものである。彼ら若い世代が望んだものは、ローバジェットの映画の製作であり、それは「手にはカメラを、頭にアイデアを（uma câmera na mão e uma idéia na cabeça）」もって行なう。映画作品は、ブラジルの現実に戻され、当時の社会状況に対して適切なことばで語られる。また、発展途上にあるブラジル国家の問題に強く結びついたテーマを描いた。
いちはやく登場したのは、ネルソン・ペレイラ・ドス・サントス監督の映画『リオ40度』（1955年）であり、「新段階」なるものは、同作によく現れている。イタリア・ネオレアリズモについて、アレクス・ヴィアニが明らかにしたように、それは映画作家のインスピレーションである。
カルロス・ロベルト・ド・スーザ（Carlos Roberto de Souza）の書籍『A Fascinante Aventura do Cinema Brasileiro（ブラジル映画の熱狂的冒険）』（1981年）によれば、当時の映画の欺瞞についてこう表現されている。
人気を獲得した映画『リオ40度』が人から人へと示す、彼らの考えは明白であり、そのシンプルな言葉は連邦区に展望を与えた。それは、レトリックに対する軽蔑を従来のブラジル映画に初めて感じさせた。同作は、最低限の予算で演出され、自然の風景で構成されていた。マラカナン・スタジアムにコルコヴァド（Corcovado）、ファヴェーラ（Favela）、街の広場、悪党の住処、兵士たち、スラムの住人、子どもたち…。
こうしてシネマ・ノーヴォは出現したのだった。
いっぽう、グラウベル・ローシャはバーイア州出身のとても政治的な映画作家で、彼はたちまちもっとも注目すべき映画監督になり、同ムーヴメントの「指導者」であるとしばしば目される。ローシャの作品はたくさんのアレゴリー的要素を持ち、強力な政治的批評精神と欠陥なき「ミザンセーヌ（mise-en-scène、演出）」は、知識人たちにすばやく受け入れられた。
ローシャはたびたび語っているのは、自分の映画は、彼の考える「入植者の視点」なるものからの脱却であると。入植者にとっては、自らの第三世界の地位を恥ずべきであると考えるのと同様に、貧困とはエキゾチックであり現実離れした世界であるからである。ローシャは悲惨さ、飢え、そして彼らが生み出す暴力を描き出し、革命の必要を示唆する。『黒い神と白い悪魔』（1964年）、『狂乱の大地』（1966年）が彼の有名な作品である。また、ローシャは、ジャン＝リュック・ゴダールの政治的映画製作集団「ジガ・ヴェルトフ集団」がイタリアで撮影を敢行した『東風』（1969年）に出演した。
1964年、ブラジルでクーデタ（1964 Brazilian coup d'état）が起きた。この勢力が幅を利かせ、政治的意見を表現する自由は狭まった。抑圧は次の年にわたって増加し、彼ら芸術家たちは亡命を余儀なくさせられてゆく。チェコスロヴァキアの「チェコ・ヌーヴェルヴァーグ」にも似た状況に追い込まれていく。

## キー・パーソン
- カルロス・ディエギス（英語Carlos Diegues、ポ語Cacá Diegues）
- グラウベル・ローシャ（英語Glauber Rocha、ポ語Glauber Rocha）
- ジョアキン・ペドロ・デ・アンドラデ（英語Joaquim Pedro de Andrade、ポ語Joaquim Pedro de Andrade）
- レオン・ヒズマン（ポ語Leon Hirszman）
- ネルソン・ペレイラ・ドス・サントス（英語Nelson Pereira dos Santos、ポ語Nelson Pereira dos Santos）
- ロベルト・サントス（英語Roberto Santos、ポ語Roberto Santos）
- ルイ・ゲーハ（英語Ruy Guerra、ポ語Ruy Guerra）

## 関連事項
- ブラジルの映画
- ポ語Cineastas brasileiros
- ノヴォ・シネマ - ポルトガルの映画運動